# Laura Netzel
Laura Constance Netzel, de soltera Laura Pistolekors (Rantasalmi, Finlàndia, 1 de març de 1839 - Estocolm, Suècia, 10 de febrer de 1927) fou una compositora, pianista, directora d'orquestra i organitzadora de concerts sueca nascuda a Finlàndia.

## Biografia
Va néixer a Rantasalmi, Finlàndia, i va estar orgullosa de la seva herència finlandesa durant tota la seva vida, tot i que només tenia un any quan es va traslladar definitivament a Estocolm. Netzel va estudiar piano amb Mauritz Gisiko i Anton Door, veu amb Julius Günther i composició amb Wilhelm Heinze a Estocolm i Charles-Marie Widor a França.
Netzel va ser molt activa en causes socials, inclòs el suport a dones pobres, nens i treballadors. El 1866 es va casar amb el professor Wilhelm Netzel de l'Institut Karolinska. Va morir a Estocolm.

## Obres
Obres seleccionades:
- Stabat mater, op. 45 (1890)
- Sonata per a violoncel, op. 66 (1899)
- Trio per piano, op. 50
- Trio per piano, op. 68
- Trio per piano, op. 78

## Recepció
La Savon Music Society ha dut a terme un projecte per publicar obres de Laura Netzel i d'altres compositores desconegudes. L'agost de 2021 van organitzar un Festival de Música Laura Netzel a Rantasalmi on es van interpretar les seves cançons, peces instrumentals i obres orquestrals en una sèrie de concerts. Les actuacions van incloure la Sonata per a piano en mi bemoll major, la Balada per a soprano i orquestra (Op. 35, estrena mundial) i el Concert per a piano en mi menor. El concert per a piano es va estrenar al Festival de Música de Mikkeli el 2020.